# Ločki Vrh, Benedikt
Ločki Vrh je naselje v Občini Benedikt.